# سافيرتون (ميزوري)
سافيرتون (بالإنجليزية: Saverton)‏ هي إحدى المجتمعات الفردية (غير مصنفة) في ولاية ميزوري في الولايات المتحدة الأمريكية.